# Cesarski palači dinastij Ming in Čing v Pekingu in Šenjangu
Cesarski palači dinastij Ming in Qing v Pekingu in Šenjangu (kitajsko: 北京及瀋陽的明清皇家宮殿) sta na Unescovem seznamu svetovne dediščine na Kitajskem. Vnos vključuje dva ločena palačna kompleksa, Prepovedano mesto v Pekingu in palačo Mukden v Šenjangu.
Prepovedano mesto je bilo glavna rezidenca kitajskih cesarjev dinastij Ming in Čing od začetka 15. stoletja do konca cesarske vladavine leta 1911. Gre za obsežen kompleks s številnimi stavbami in več kot 10.000 sobami, ki vsebujejo primerke kitajskega pohištva in umetniških predmetov. 
Mukdensko palačo je v Mandžuriji zgradila dinastija Čing v 17. in 18. stoletju kot svojo prvo prestolnico, preden je vzpostavila nadzor nad južnimi deli države.